# Hodinový úhel
Hodinový úhel v astronomii je úhel mezi místním poledníkem a deklinační kružnicí zvoleného objektu na obloze. Udává se obvykle v hodinách s hodnotami od 0 do 24, takže 1 hodina odpovídá úhlu 15°, jeden stupeň odpovídá 4 minutám. Nula přitom odpovídá objektu na místním poledníku (například v zenitu) a hodnoty přibývají směrem k západu.
Společně s deklinací dává hodinový úhel rovníkové souřadnice prvního druhu. Ty určují polohu objektu na nebeské sféře v daném okamžiku. Při otáčení Země kolem osy se objekt po obloze pohybuje a jeho hodinový úhel se v čase mění.

## Vztah k souřadnicím druhého druhu
Rovníkové souřadnice druhého druhu jsou voleny tak, aby se pro vzdálené objekty pokud možno neměnily v čase. Místo hodinového úhlu (t) se udává rektascenze (RA). Známe-li místní hvězdný čas (LST), lze z rektascenze určit hodinový úhel podle jednoduchého vztahu:
{\displaystyle t=LST-RA\,.}
Místní hvězdný čas tedy udává aktuální hodinový úhel jarního bodu a všech ostatních objektů s nulovou rektascenzí. Zároveň je vidět, že v kterémkoli okamžiku jsou na místním poledníku (t=0) právě ty objekty, jejichž rektascenze je rovna hvězdnému času.

## Pohyb Slunce
Jako pohyb jarního bodu po obloze určuje místní hvězdný čas, tak pohyb Slunce určuje místní pravý sluneční čas, který ukazují sluneční hodiny. V poledne je Slunce na místním poledníku, jeho hodinový úhel je nulový. Místní pravý sluneční čas tedy dostaneme přičtením 12h k hodinovému úhlu Slunce. V minulosti byl tímto způsobem určován přesný čas. Na dlažbě pražského Staroměstského náměstí je vyznačen poledník, podle nějž byl místní čas určován. V pravé poledne na něj dopadal stín Mariánského sloupu, který však 3. listopadu 1918 zbořil fanatický dav. Přesné měření na stejném principu prováděl v astronom v meridiánovém sále Klementina, kdy průchod Slunce rovinou místního poledníku (meridánu) za dobré viditelnosti ohlašoval astronomické poledne. Dnes se místní občanský čas odvozuje od světového času.